# 尤里·尼库林

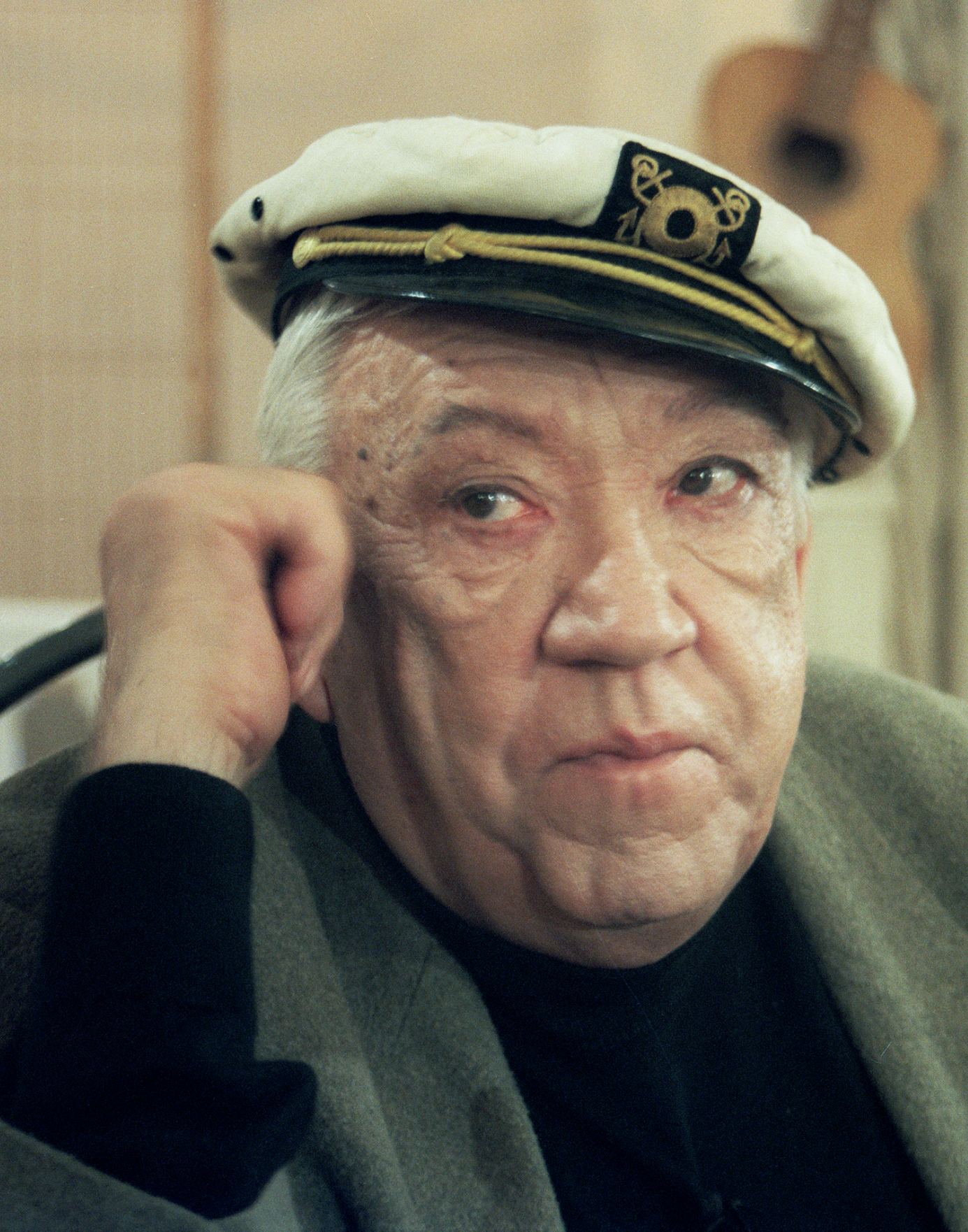
尤里·尼库林

尤里·弗拉基米罗维奇·尼库林（俄語： Юрий Владимирович Никулин，1921年12月18日– 1997年8月21日）是一位苏联和俄罗斯演员、小丑。 1973年，他被授予苏联人民艺术家称号，1990年被授予社会主义劳动英雄這一称号。他还获得过列寧勳章。1943年加入联共（布）。